# Alfred Reisenauer
Alfred Reisenauer, född den 1 november 1863 i Königsberg (nuvarande Kaliningrad), död den 3 oktober 1907 i Libau (på en konsertresa), var en tysk pianist.
Reisenauer, som var elev till Louis Köhler och Franz Liszt, uppträdde 1881 i Rom på en konsert jämte Liszt, men avbröt sin knappt påbörjade artistbana för att under halvtannat år studera juridik i Leipzig. Därpå återvände han till musiken och uppträdde på konsertturnéer som biträde åt Heinrich Vogl, David Popper och Teresina Tua, vilka dock alla skyndade att skilja sig från honom av fruktan att bli överglänsta. Hans egentliga rykte som virtuos med utomordentlig teknik, kraftigt och fint anslag skapades dock först 1886 under ett besök i Stockholm, varefter han även i utlandet vann allmännare erkännande och konserterade i alla världsdelar (i Sverige ånyo 1887 och 1893). Han var 1900–1906 professor i pianospel vid Leipzigs konservatorium. Reisenauer komponerade pianostycken och sånger.